# She Best of Best
『She Best of Best』（シー・ベスト・オブ・ベスト）は、工藤静香の7枚目のベスト・アルバム。1996年12月16日発売。発売元はポニーキャニオン。

## 概要
2枚組のベスト・アルバム。Disc-1は後藤次利から楽曲提供を受けていた時代のシングル・アルバムより、Disc-2はセルフプロデュース（「Blue Rose」以降）のシングルとアルバムの中からセレクトされている。
シングル「優」「激情」はアルバム初収録。Disc-2 11曲目「Hot Winter」は本作のために書き下ろされた楽曲である。

## 収録曲

### CD
| 全作曲: 後藤次利、全編曲: 後藤次利（M-9, 編曲: Draw4）。 |                          |            |            |                  |      |
| #                                                        | タイトル                 | 作詞       | 作曲・編曲 | コーラスアレンジ | 時間 |
| 1.                                                       | 「FU-JI-TSU」            | 中島みゆき | 後藤次利   |                  | 3:48 |
| 2.                                                       | 「嵐の素顔」             | 三浦徳子   | 後藤次利   |                  | 3:32 |
| 3.                                                       | 「黄砂に吹かれて」       | 中島みゆき | 後藤次利   |                  | 3:48 |
| 4.                                                       | 「メタモルフォーゼ」     | 松井五郎   | 後藤次利   |                  | 4:15 |
| 5.                                                       | 「慟哭」                 | 中島みゆき | 後藤次利   | 高尾直樹         | 4:48 |
| 6.                                                       | 「ワインひとくちの嘘」   | 松井五郎   | 後藤次利   |                  | 4:50 |
| 7.                                                       | 「証拠をみせて」         | 中島みゆき | 後藤次利   |                  | 4:37 |
| 8.                                                       | 「硝子のサンクチュアリ」 | 平井森太郎 | 後藤次利   |                  | 3:54 |
| 9.                                                       | 「素直に言って」         | 愛絵理     | 後藤次利   |                  | 6:47 |
| 10.                                                      | 「震える1秒」            | 三浦徳子   | 後藤次利   |                  | 3:44 |
| 11.                                                      | 「霧の彼方へ」           | 三浦徳子   | 後藤次利   |                  | 4:17 |
| 12.                                                      | 「黄昏が夜になる」       | 森本抄夜子 | 後藤次利   |                  | 5:05 |
| 13.                                                      | 「渇いた花」             | 三浦徳子   | 後藤次利   | 高尾直樹         | 4:09 |
| 14.                                                      | 「そのあとは雨の中」     | 中島みゆき | 後藤次利   | 高尾直樹         | 5:08 |
| 合計時間:                                                | 合計時間:                | 合計時間:  | 合計時間:  | 62:42            |      |

| 全作詞: 愛絵理（M-8, 作詞: 中島みゆき）。 |                        |                                 |                            |          |      |
| #                                         | タイトル               | 作詞                            | 作曲                       | 編曲     | 時間 |
| 1.                                        | 「Blue Rose」          | 愛絵理（M-8, 作詞: 中島みゆき） | 都志見隆                   | 澤近泰輔 | 4:38 |
| 2.                                        | 「Jaguar Line」        | 愛絵理（M-8, 作詞: 中島みゆき） | 尾関昌也                   | 羽田一郎 | 4:06 |
| 3.                                        | 「Ice Rain」           | 愛絵理（M-8, 作詞: 中島みゆき） | 都志見隆                   | 門倉聡   | 6:00 |
| 4.                                        | 「Moon Water」         | 愛絵理（M-8, 作詞: 中島みゆき） | 谷本新                     | 澤近泰輔 | 5:09 |
| 5.                                        | 「7」                  | 愛絵理（M-8, 作詞: 中島みゆき） | 松本俊明                   | 松浦晃久 | 5:44 |
| 6.                                        | 「蝶」                 | 愛絵理（M-8, 作詞: 中島みゆき） | 藤井尚之・愛絵理・松浦晃久 | 松浦晃久 | 5:08 |
| 7.                                        | 「優」                 | 愛絵理（M-8, 作詞: 中島みゆき） | 中崎英也                   | 中崎英也 | 4:51 |
| 8.                                        | 「激情」               | 愛絵理（M-8, 作詞: 中島みゆき） | 中島みゆき                 | 瀬尾一三 | 4:36 |
| 9.                                        | 「I'm nothing to you」 | 愛絵理（M-8, 作詞: 中島みゆき） | 松本俊明                   | 羽田一郎 | 6:30 |
| 10.                                       | 「Wing」               | 愛絵理（M-8, 作詞: 中島みゆき） | 松本俊明                   | 澤近泰輔 | 4:30 |
| 11.                                       | 「Hot Winter」         | 愛絵理（M-8, 作詞: 中島みゆき） | 松本俊明                   | 松浦晃久 | 6:31 |
| 合計時間:                                 | 合計時間:              | 合計時間:                       | 合計時間:                  | 57:43    |      |

### 楽曲解説

#### Disc-1
1. FU-JI-TSU
  - 4thシングル、ミニ・アルバム『静香』収録
2. 嵐の素顔
  - 7thシングル
3. 黄砂に吹かれて
  - 8thシングル
4. メタモルフォーゼ
  - 14thシングル
5. 慟哭
  - 18thシングル、アルバム『Rise me』収録
6. ワインひとくちの嘘
  - アルバム『ミステリアス』に収録
7. 証拠をみせて
  - ミニアルバム『静香』に収録
8. 硝子のサンクチュアリ
  - アルバム『JOY』に収録
9. 素直に言って
  - アルバム『rosette』に収録
10. 震える1秒
  - アルバム『mind Universe』に収録
11. 霧の彼方へ
  - アルバム『Trinity』に収録
12. 黄昏が夜になる
  - アルバム『Trinity』に収録
13. 渇いた花
  - アルバム『Rise me』に収録
14. そのあとは雨の中
  - アルバム『Rise me』に収録

#### Disc-2
1. Blue Rose
  - 21stシングル、アルバム『Expose』収録
2. Jaguar Line
  - 22ndシングル、アルバム『Expose』収録
3. Ice Rain
  - 23rdシングル、アルバム『Purple』収録
4. Moon Water
  - 24thシングル、アルバム『Purple』収録
5. 7
  - 25thシングル、アルバム『doing』収録
6. 蝶
  - 26thシングル、アルバム『doing』収録
7. 優
  - 27thシングル、アルバム初収録
8. 激情
  - 28thシングル、アルバム初収録（次作『DRESS』にも収録）
9. I'm nothing to you
  - アルバム『Expose』に収録
10. Wing
  - アルバム『Purple』に収録
11. Hot Winter
  - 本作のために書き下ろされた新曲